# Fate/stay night キャラクターイメージソング
『Fate/stay night キャラクターイメージソング』（フェイト/ステイナイト キャラクターイメージソング）は、2006年12月27日からジェネオンエンタテインメントよりリリースされた一連のシングルシリーズである。

## 概要
テレビアニメ『Fate/stay night』のキャラクターソングを収録している。1枚に1人分の楽曲が収録されており、全8枚。
内容はキャラクターソング1曲と、その楽曲のインストルメンタル、そしてアニメの原作に当たるTYPE-MOONのビジュアルノベルゲーム『Fate/stay night』の音楽担当であるNUMBER201によるリミックスバージョンの計3曲が収録されている。ジャケットは『Fate/stay night』作画監督の藤井まき描き下ろしデザインで、表裏を合わせて一枚の絵となっている。CD盤面は『Fate/stay night』作中のカットが印刷されている。
それぞれの初回生産分には特典にジャケットイラストの「Fate/stay night CARD」が封入されている、また「購入キャンペーン応募券」が封入されており、応募券を全て集めて指定の方法で郵送すると「スペシャル：藤村大河＆イリヤ」が送付される。

## リリース一覧

### I：セイバー
歌はセイバー（川澄綾子）。
収録曲
1. 遠い夢 [4:43]
作詞：こさかなおみ、作曲・編曲：川井憲次
2. 遠い夢 (instrumental) [4:43]
3. 遠い夢 NUMBER201 Re-mix [8:10]

### II：遠坂凛
歌は遠坂凛（植田佳奈）。
収録曲
1. KIRARI [3:49]
作詞：こさかなおみ、作曲・編曲：川井憲次
2. KIRARI (instrumental) [3:49]
3. KIRARI NUMBER201 Re-mix [5:38]

### III：間桐桜
歌は間桐桜（下屋則子）。
収録曲
1. 笑顔ひとつで [4:57]
作詞：こさかなおみ、作曲・編曲：川井憲次
2. 笑顔ひとつで (instrumental) [4:57]
3. 笑顔ひとつで NUMBER201 Re-mix [5:27]

### IV：イリヤ
歌はイリヤ（門脇舞以）。
収録曲
1. 月の涙 [5:13]
作詞：こさかなおみ、作曲・編曲：川井憲次
2. 月の涙 (instrumental) [5:13]
3. 月の涙 NUMBER201 Re-mix [6:21]

### V：キャスター
歌はキャスター（田中敦子）。
収録曲
1. 誘い[4:47]
作詞：こさかなおみ、作曲・編曲：川井憲次
2. 誘い (instrumental) [4:47]
3. 誘い NUMBER201 Re-mix [5:00]

### VI：ライダー
歌はライダー（浅川悠）。
収録曲
1. 瞬時（とき）の渦 [5:01]
作詞：こさかなおみ、作曲・編曲：大久保薫
2. 瞬時の渦 (instrumental) [5:01]
3. 瞬時の渦 NUMBER201 Re-mix [5:11]

### VII：衛宮士郎
歌は衛宮士郎（杉山紀彰）。
収録曲
1. 黄金（こがね）の光 [5:39]
作詞：こさかなおみ、作曲・編曲：福山芳樹
2. 黄金の光 (instrumental) [5:39]
3. 黄金の光 NUMBER201 Re-mix [5:45]

### VIII：アーチャー
歌はアーチャー（諏訪部順一）。
収録曲
1. Rise [5:29]
作詞：こさかなおみ、作曲・編曲：福山芳樹
2. Rise (instrumental) [5:29]
3. Rise NUMBER201 Re-mix [6:05]

### スペシャル：藤村大河&イリヤ
歌は藤村大河（伊藤美紀）& イリヤ（門脇舞以）。
収録曲
1. We are トラぶる [4:18]
作詞：芳賀敬太、作曲・編曲：渡辺剛
2. We are トラぶる (karaoke) [4:18]
3. We are トラぶる (instrumental) [6:05]